# Onyks
Onyks – minerał, odmiana chalcedonu o równoległym ułożeniu warstw, na przemian białej i czarnej. Nazwa pochodzi z greckiego όνυξ i oznacza pazur (paznokieć, racica): nawiązuje do twardości, wyglądu i ostrych krawędzi tego minerału. Biało-czarny onyks jest często nazywany zwyczajnym, arabskim lub czarnym. 

## Występowanie
Naturalne onyksy należą do rzadkich skał.
Spotykane na całym świecie; powstają w pogazowych pustkach w skałach wulkanicznych. Często uzyskuje się onyks sztuczny, produkowany na bazie agatów. Od czasów starożytnego Egiptu onyks przetwarzano, aby podkreślić jego barwę. Większość onyksów dawniej wytwarzano poprzez zanurzenie i gotowanie chalcedonu w roztworze cukru, a następnie zanurzenie go w kwasie siarkowym, aby zwęglić cząsteczki cukru zaabsorbowane w zewnętrznych warstwach chalcedonu.

## Zastosowanie
Znany już w starożytności. To właśnie onyksu najczęściej używano do wyrobu kamei i pieczęci. Obecnie wykonuje się z niego miniaturowe rzeźby i intaglia, szlifuje w formie paciorków. Jest doskonałym materiałem do inkrustacji. Stanowi kamień kolekcjonerski, jubilerski i ozdobny.

## Odmiany onyksu
- Onyks arabski – inna zwyczajowa nazwa onyksu właściwego, znany też pod nazwą onyks czarny lub chalcedonowy.

### Niekwarcowe skały nazywane onyksem
W kamieniarstwie pod nazwą onyks rozumie się także laminowane skały wapienne zbudowane prawie wyłącznie z przezroczystego sparytu (aragonitu lub kalcytu), bez istotnych domieszek składników ziarnistych.
- Onyks aragonitowy – inaczej zwany kalcytowym lub marmurowym – pasiasta skała węglanowa w barwach brązowo-kremowych.
- Onyks egipski – odmiana onyksu marmurowego pochodząca z Egiptu.
- Onyks meksykański – odmiana meksykańskiego onyksu marmurowego. Występuje on w formach naciekowych (stalaktyty), wykazuje białą lub zielonkawą barwę. Znany też pod nazwą onyks padrara.
- Onyks pakistański – odmiana marmurowego pochodząca z Pakistanu.
- Onyks z Châtillon – przeświecająca odmiana ofikalcytu pochodzącej z Châtillon we Włoszech.

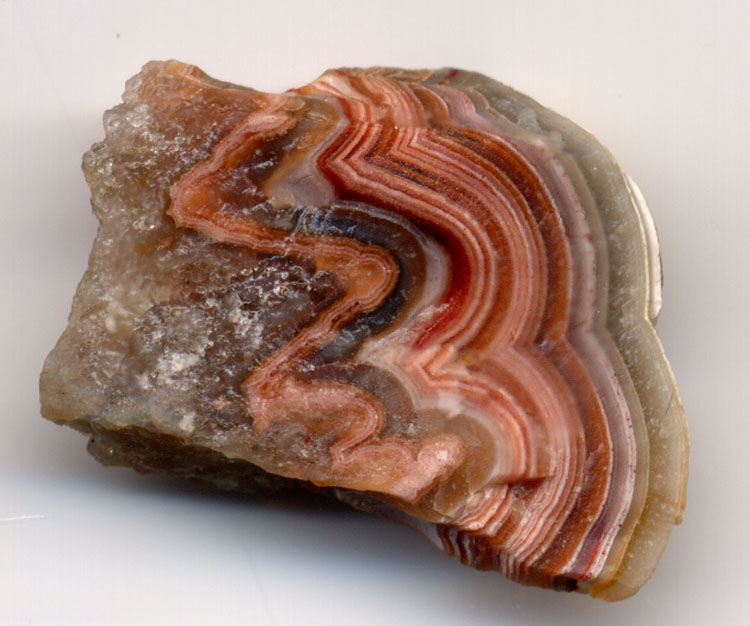
Blenda agatowa
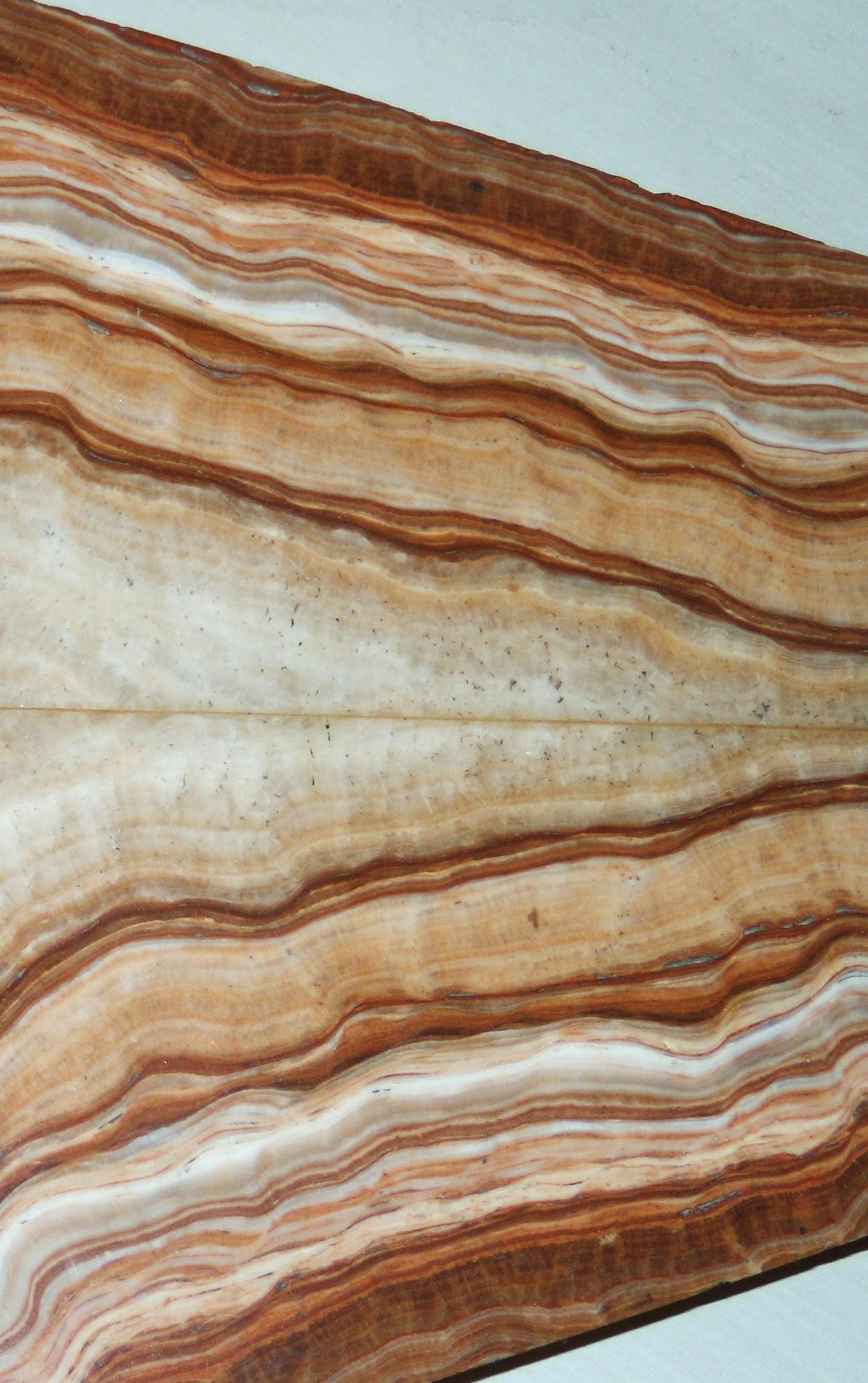
Onyks alabastrowy
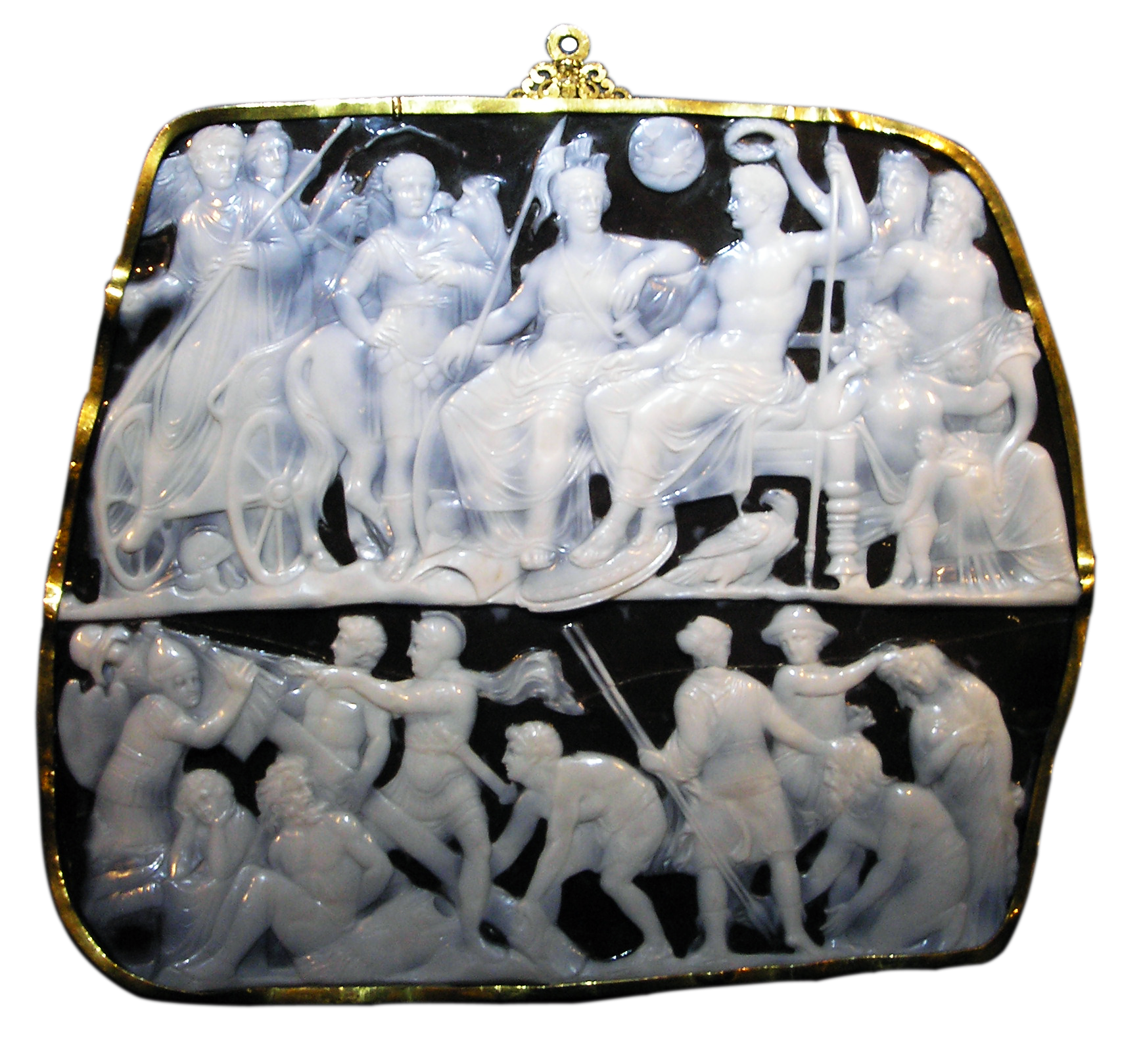
Gemma Augusta wykonana z onyksu arabskiego
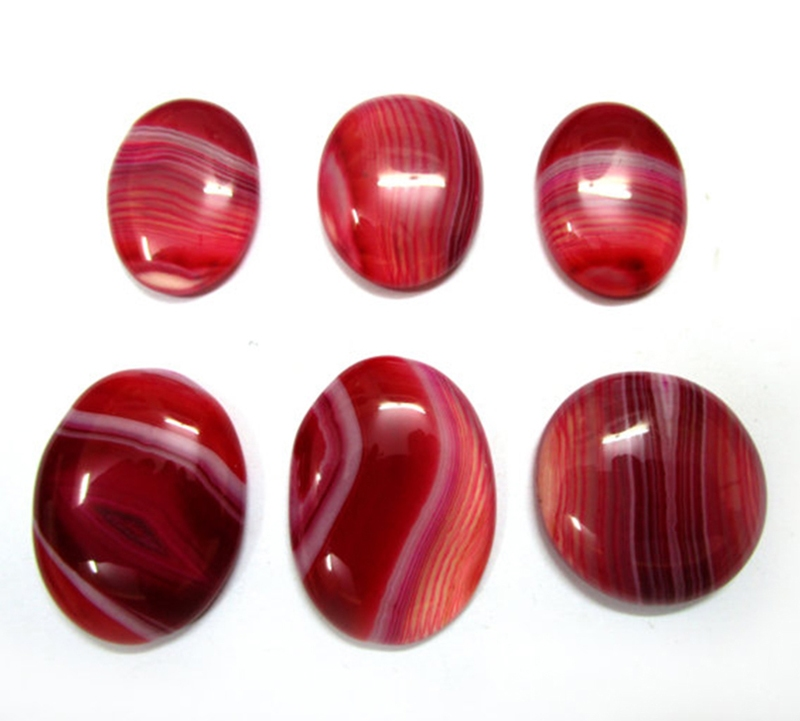
Wyroby z czerwonego onyksu